# Jaskinia bez Nazwy
Jaskinia bez Nazwy – jaskinia  między południowymi krańcami wsi Żary i północnymi wsi Dubie w województwie małopolskim.

## Położenie
Znajduje się w Wąwozie Żarskim w obrębie rezerwatu przyrody Dolina Racławki. Pod względem geograficznym jest to Dolina Racławki na obszarze Wyżyny Olkuskiej będącej częścią Wyżyny Krakowsko-Częstochowskiej.
W lesie zwanym Lasem Pisarskim na lewych zboczach środkowej części Wąwozu Żarskiego znajduje się grupa skał, a w nich Jaskinia Żarska, Jaskinia Żarska Górna oraz schroniska: Schronisko Żarskie Pierwsze, Schronisko Żarskie Drugie, Schronisko Żarskie Trzecie, Schronisko Żarskie Czwarte i Schronisko Żarskie Małe. Jaskinia bez Nazwy ma otwór poniżej tych skał i na północ od nich, na wysokości około 4 m nad dnem wąwozu. Powyżej skał znajduje się otwór jeszcze jednej bezimiennej jaskini. Jest to Jaskinia bez Nazwy Górna.

## Opis jaskini
Długość jaskini wynosi 60 m. Jest kręta i rozgałęziona. Pierwsze 20 m to meandrujący korytarz, przy otworze o średnicy 1 m, potem zwężający się. Zakręca on pod kątem 180 stopni i tworzy zacisk. Za zaciskiem korytarz nieco rozszerza się i znajduje się w nim 3-metrowa studzienka z bogatą szatą naciekową (obecnie studzienka zawalona jest gruzem). Za studzienką korytarz biegnący w kierunku północno-wschodnim przechodzi w salkę o szerokości 1,5 m i wysokości 4 m. Jej strop i ściany pokrywają nacieki. Za salką znów znajduje się zacisk. Pierwotnie była to szczelina o szerokości około 15 cm. Był w niej silny przepływ powietrza, grotołazi rozkuli ją więc, by przejść do dalszych partii jaskini. Za zaciskiem znajduje się korytarz o długości 17 m, ale obecnie całkowicie zagruzowany. W połowie salki odchodzi jeszcze jeden, ciasny korytarz mający postać syfonu. Doprowadza on do salki o szerokości 2 m, długości 4 m i wysokości 2 m. Za nią znów korytarz z ciasnym, pionowym kominem. W jego górnej części znajduje się niewielka salka całkowicie zalana naciekowymi polewami. Polewy znajdują się także na stropie i ścianach korytarza za syfonem, pokruszone polewy zalegają także na jego dnie.
Przejście jaskini jest trudne z powodu ciasnych korytarzy i zacisków. Ponadto na dnie korytarza za otworem wejściowym na długości około 20 m często zalega woda. Latem w jaskini występuje bardzo silny przepływ powietrza, ma ona bowiem połączenie z położoną 20 m wyżej Jaskinią Żarską. Udowodniono to sprawdzając przepływ dymu z ogniska palonego przed wejściem do Jaskini bez Nazwy. Zimą pierwsze 20 m korytarza przemarza, co powoduje odpadanie polew od ścian i stropu korytarza.

## Historia poznania i eksploracji
Otwór jaskini znalazł A. Górny 30 lipca 1984 r. W następnym roku wspólnie z A. Urbaniakiem i M. Olszewskiim rozpoczęli eksplorację. Bardzo duży wkład w eksplorację jaskini wnieśli pracownicy Muzeum Geologicznego AGH. W 1986 udało się A. Górnemu pokonać bardzo ostry zakręt za pierwszą częścią korytarza, w 1988 rozkuto trzeci zacisk, dzięki czemu odkryto „Salkę za Syfonikiem”. W 1990 próbowano pokonać zagruzowany korytarz za trzecim zaciskiem, jednak z powodu braku miejsca na składowanie urobku zaniechano tej pracy.
Po raz pierwszy jaskinię opisali A. Górny i A. Kurek w 1996 roku. Oni też opracowali jej plan. Dane zaktualizował A. Polonius w listopadzie 2017.
W jaskini prowadzono badania nad wiekiem nacieków z Salki za Syfonikiem. Ustalono, że mają one 30400±1900 i 44500±2200 lat BP. W marmitach początkowej części korytarza znaleziono piaszczysto-żwirowe osady z paleogenu.

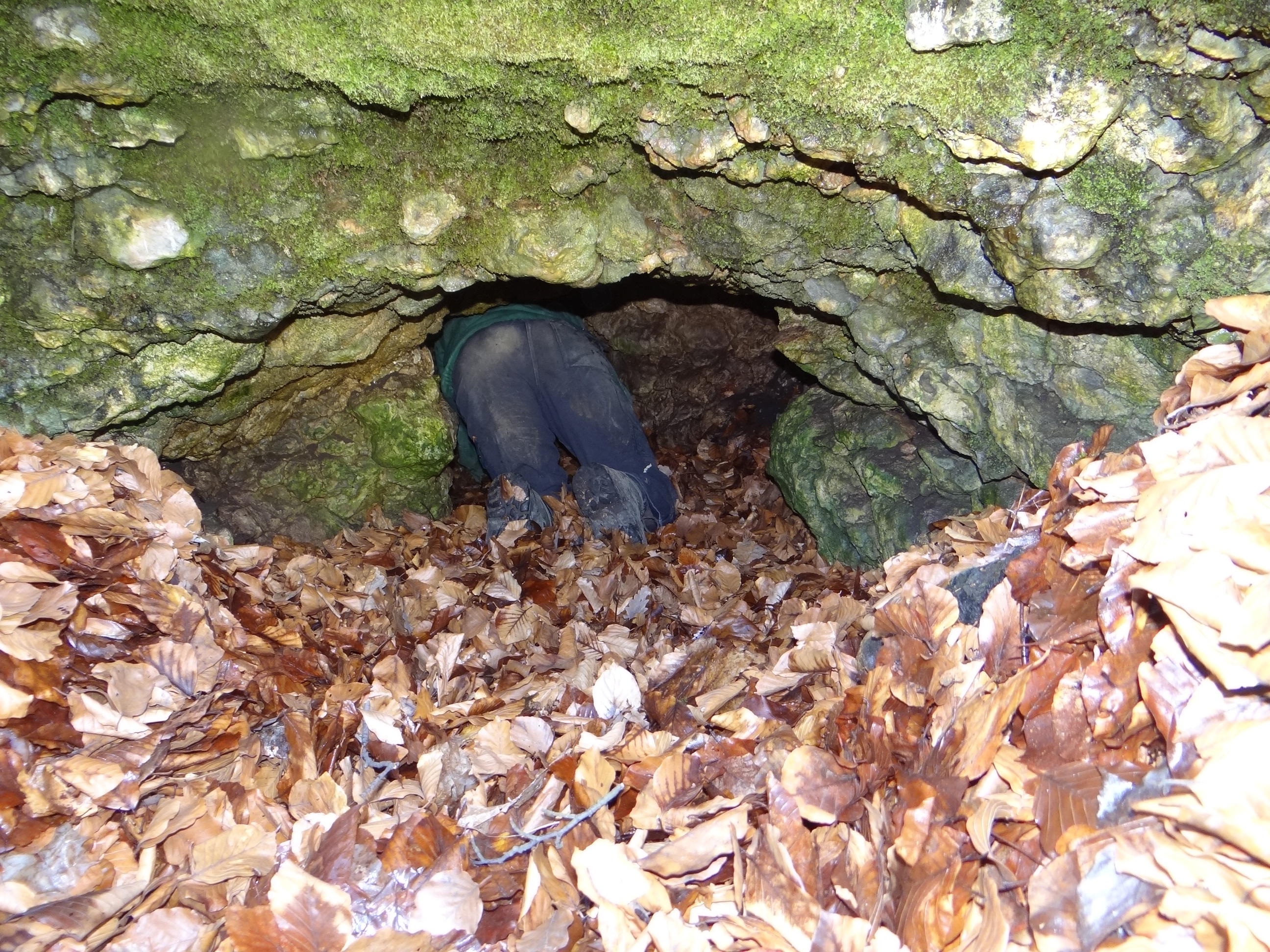
Wejście
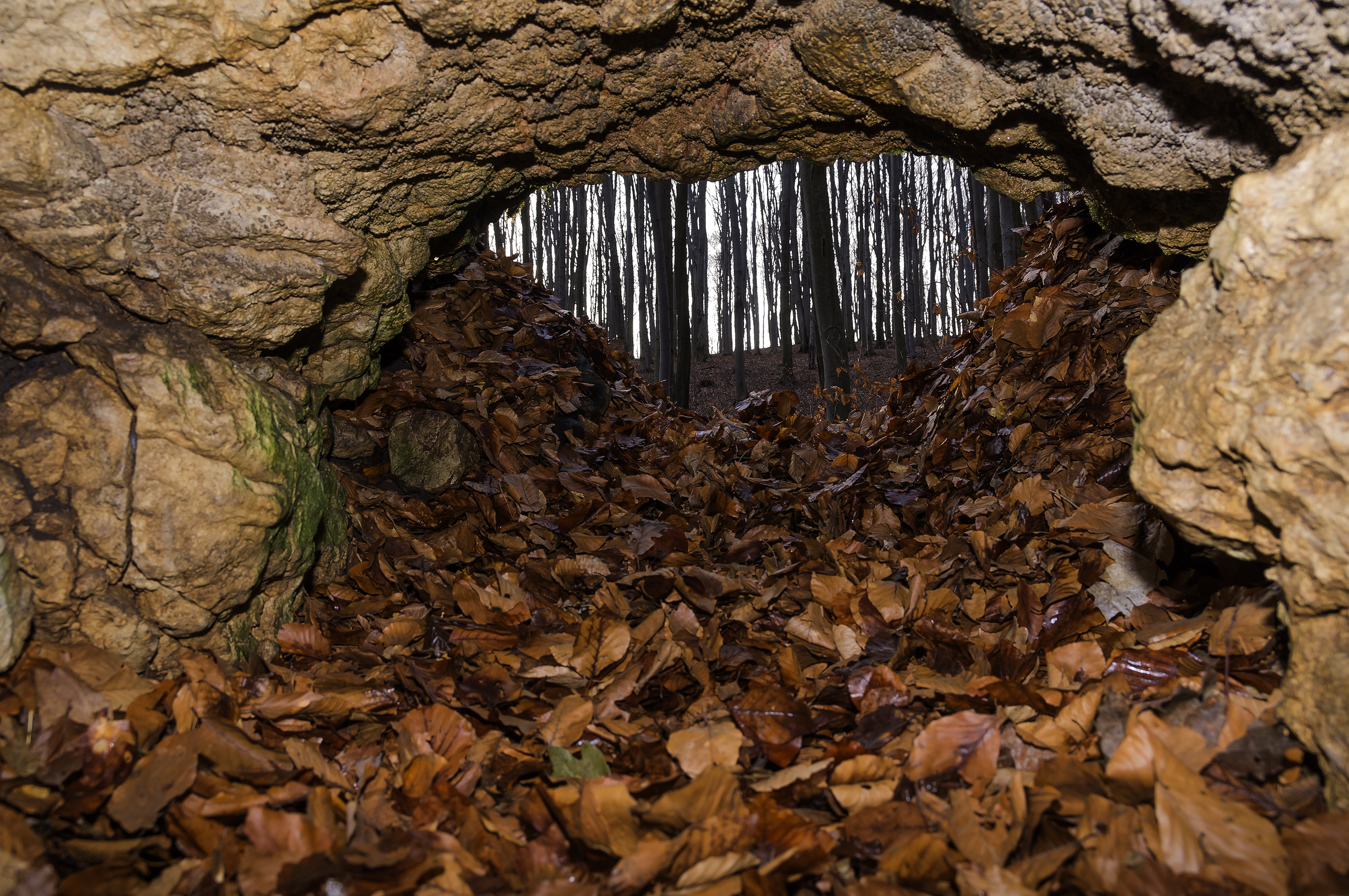
Wejście
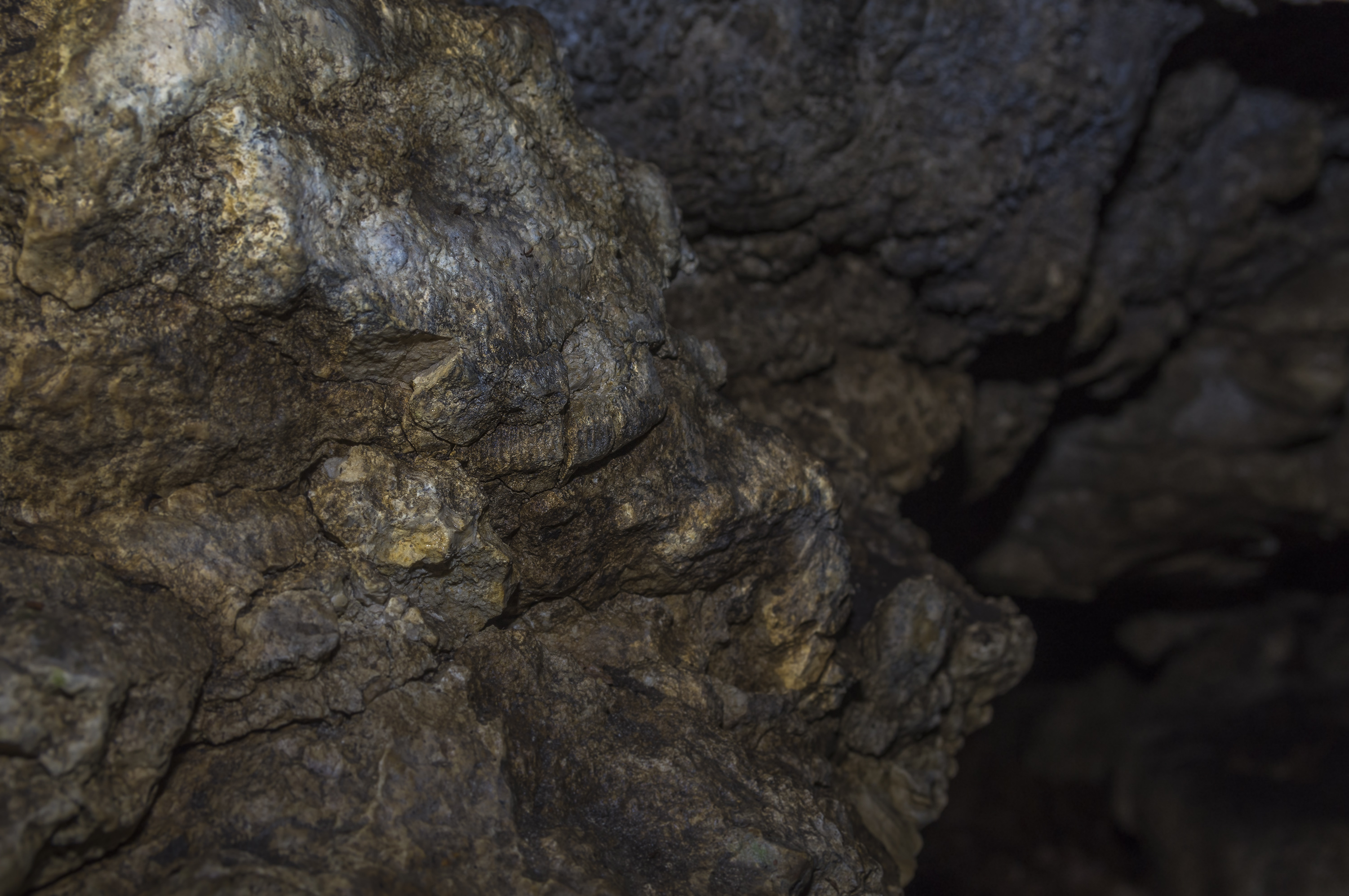
Skamieniałości
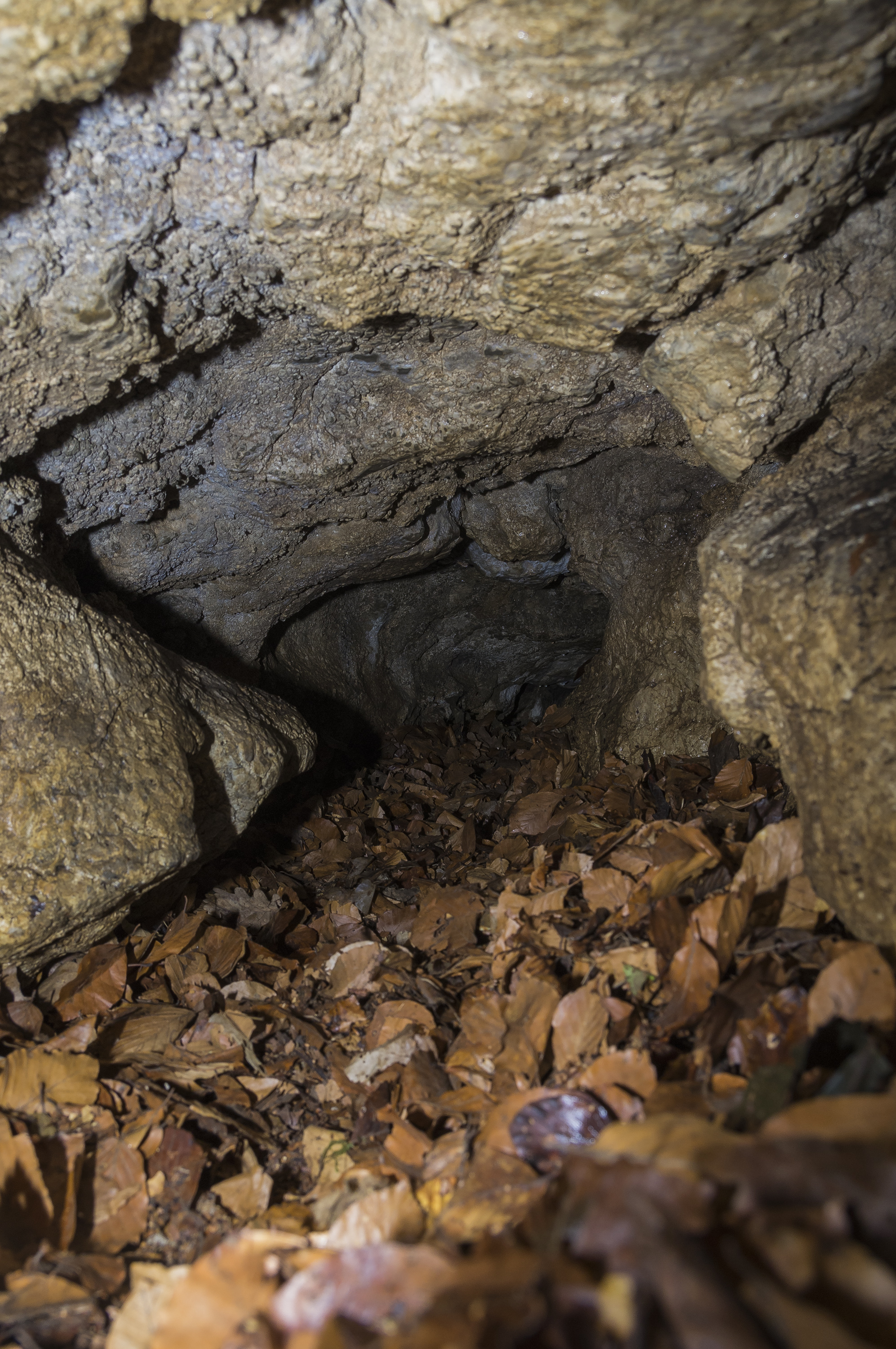
Korytarz